# Клеофонт (политик)
Клеофо́нт (др.-греч. Κλεοφών) — афинский политический деятель последней четверти V века до н. э. В качестве демагога и лидера радикальных демократов стал одним из наиболее влиятельных граждан Древних Афин в 410—404 годах до н. э. При его непосредственном участии был принят закон, по которому любой, кто попытается низвергнуть демократию в Афинах, подлежит смерти, а его имущество — конфискации. Также он добился изгнания из города «противников демократии», в том числе и знаменитого политика Крития. Во время Пелопоннесской войны как минимум дважды сорвал мирные инициативы спартанцев. После поражения Афин в 404 году до н. э. Клеофонта казнили.
Античные источники в целом относились к Клеофонту негативно. Аристофан назвал его гнусным развратником и посоветовал убираться из Афин, чтобы продолжать войну в другом месте. Аристотель поставил Клеофонту в вину обман народа. Лисий назвал его фактическим руководителем города на последнем этапе войны со Спартой. По мнению современных историков, недальновидные действия радикальных демократов и демагогов, к которым относился Клеофонт, стали одной из причин поражения Афин в Пелопоннесской войне.

## Биография
Клеофонт, согласно данным остраконов, происходил из афинской политической элиты. Его отцом был достаточно видный политик времён Перикла Клеиппид, сын Диния, а матерью — фракиянка, чьё имя неизвестно. Клеиппид занимал должность стратега в начале Пелопоннесской войны. У Клеофонта был брат Филин, который также стал политиком-демагогом. Семья была приписана к сельскому дему Аттики Ахарны. По принятому при Перикле закону полноправным гражданином мог стать лишь ребёнок двух афинян. Так как мать Клеофонта была чужеземкой, что подчёркивали несколько античных источников, то он не должен был обладать правами гражданина. По утверждению Эсхина Клеофонта записали в гражданские списки противозаконно. Согласно античным источникам Клеофонт владел мастерской по изготовлению лир.
Пик политического влияния Клеофонта приходится на 410—404 годы до н. э. После поражения олигархического переворота Четырёхсот 411 года до н. э. к власти в Афинах пришли радикальные демократы, чьим лидером являлся Клеофонт. Клеофонт ввёл раздачу двух оболов беднейшим гражданам и начал масштабное строительство в городе. Он занял дом аристократа и знаменитого оратора Андокида, который был вынужден покинуть Афины ещё в 415 году до н. э. При его участии был принят специальный закон, по которому любой, кто попытается низвергнуть демократию в Афинах, подлежит смерти, а его имущество — конфискации. Через несколько лет, в 407 году до н. э., Клеофонт добился изгнания из Афин «противников демократии», в том числе и знаменитого политика Крития. Изгнанники смогли вернуться в город только после завершения войны и казни Клеофонта.
Во время Пелопоннесской войны Клеофонт последовательно препятствовал мирным переговорам и срывал предложения спартанцев о мире. Он даже, по утверждению Эсхина, обещал отсечь голову каждому, кто упомянет о мире. Диодор Сицилийский приводит следующую историю: «После того, как лакедемонянин привёл эти доводы, наиболее разумная часть афинян склонилась к миру, но те, кто жили войной и находили выгоду в общественных раздорах, высказались за войну. Сторонникам этого мнения, среди других, был Клеофонт, человек пользующийся большим влиянием среди населения. Он взял слово и, приведя множество подходящих аргументов, воодушевил народ похвалой за недавние победы, как будто случайность потеряла привычку распределять свои дары попеременно». Клеофонт как минимум дважды сорвал мирные переговоры после победы афинян при Кизике в 410 году до н. э. и Аргинусских островах 406 года до н. э. По утверждению Аристотеля, в 406 году до н. э. он явился на Народное собрание в панцире и пьяным. Придя в экклесию в панцире политик нарушил закон. Посещение подобных мероприятий с каким-либо вооружением было запрещено под угрозой смертной казни. Опьянение ещё более подчёркивало демарш Клеофонта.
В 406 году до н. э. по инициативе Клеофонта был осуществлён выпуск денег чрезвычайных обстоятельств коллибов — бронзовых монет, которые законодательно приравняли к серебряным оболам.
Даже после поражения при Эгоспотамах в 405 году до н. э., когда дальнейшие военные действия стали бесперспективными, Клеофонт выступал за их продолжение. Согласно речам оратора Лисия спартанский посол заявил афинянам, что обязательным условием капитуляции является разрушение Длинных стен — практически неприступных городских укреплений. Клеофонт убедил народ, что это условие принимать ни в коем случае нельзя. После этого для переговоров в Спарту был отправлен Ферамен, а осада города продолжилась. Для того, чтобы устранить Клеофонта, сторонники мира и будущие члены правительства «Тридцати тиранов» Сатир и Хремон пошли на следующую интригу. Они добились ареста политика по обвинению в том, что тот не явился на военные сборы. После, они подкупили судебного секретаря Никомаха. В день суда тот зачитал сфальсифицированный закон, по которому Клеофонта осудили на смертную казнь. Согласно Лисию народ принял казнь политика спокойно, Ксенофонту — в городе прошли беспорядки. Н. М. Таирова подчёркивает, что история может быть правдивой. Граждане Афин, из которых состоял суд, не могли изучить весь корпус законов. В таких условиях возрастала роль секретарей, которые могли за деньги заниматься фальсификациями.

## Оценки
На протяжении большей части XX века наиболее распространённой точкой зрения было то, что после правления Перикла к власти в Афинах вместо представителей знати стали приходить «демагоги» — выходцы из ремесленников и торговцев. Клеона, Гипербола и Клеофонта называли символами этого нового поколения. В. Коннор в монографии «The New Politicians of Fifth-Century Athens» предложил термин «новые политики», который не вполне совпадает с обозначением «демагог». Также благодаря исследованиям второй половины XX века историками был поставлен под сомнение постулат о незнатном происхождении «новых политиков». Так, полученные при анализе остраконов сведения позволили доказать, что Клеофонт был сыном видного политика «периклового века». Древние комедии, которые представляли Клеофонта чуть ли не рабом-варваром по происхождению, не отображали действительности.
Античные источники подчёркивали политический вес Клеофонта в Древних Афинах, но в целом относились к нему негативно. Аристотель и Клавдий Элиан называли его лидером афинского демоса. Аристотель подытожил деятельность Клеофонта словами: «Так и бывает обыкновенно, что если народ даже сначала и поддаётся на обман, впоследствии он ненавидит тех, кто побудил его делать что-нибудь нехорошее».
Аристофан охарактеризовал Клеофонта в комедии «Женщины на празднике Фесмофорий» ещё большим развратником, чем афинская проститутка Салабакхо. В «Лягушках» он высмеял фракийское происхождение политика и посоветовал убираться, чтобы продолжить войну на своей далёкой отчизне. По одной из версий Еврипид в трагедии «Орест» описал во второстепенном персонаже, который выступил на суде с обвинениями против Ореста, именно Клеофонта:
Прославленный, навязанный аргосец.
Шум на руку ему, и слов своих
Он выбирать не любит, мастер судей
Самих ещё запутать. (Мёд в устах
И зло в душе — такой советчик язва.
...
Властям судить оратора нельзя,
Не посмотрев, что выйдет, и советчик
Лишь по плодам познается, как врач.)
Единственная положительная оценка Клеофонта содержится у Лисия. Несмотря на то, что политик многие годы был фактическим руководителем Афин, после казни среди его имущества не оказалось значительных сумм. Родственники и близкие Клеофонту люди, которых он мог озолотить, по общему признанию на момент произнесения речи были бедными. Немецкий историк К. Ю. Белох подчёркивал эффективность Клеофонта в управлении городскими финансами. Он смог не только обеспечить выплаты бедным слоям афинских граждан, но и добывать необходимые денежные средства для ведения войны, не обременяя при этом афинян чрезмерными налогами. Раздача денег обеспечила ему популярность. Однако, несмотря на принадлежность к «партии войны», Клеофонт не был стратегом и никак не смог показать свои способности во время военных действий.
Клеофонт, хоть и опирался на простой народ, был представителем торгово-промышленных кругов. Ещё Лисий указывал, что они стремились к восстановлению былого могущества и владений Афинского морского союза, так как от этого напрямую зависело их благосостояние. В этом богатые купцы и промышленники были солидарны с низами городского населения, которые стали основой их политического влияния в городе. По мнению современных историков радикальные демократы и демагоги, которых представлял Клеофонт, во многом ответственны за поражение Афин в войне со Спартой. Закономерной стала и казнь политика сразу после окончания войны.